# Saphirella tropica
Saphirella tropica är en kräftdjursart som beskrevs av Wolfenden 1906. Saphirella tropica ingår i släktet Saphirella och familjen Clausidiidae. Inga underarter finns listade i Catalogue of Life.